# Phú Khánh (phường)
Phú Khánh là một phường cũ thuộc thành phố Thái Bình, tỉnh Thái Bình, Việt Nam.
Phường Phú Khánh có diện tích 1,2 km², dân số 5.244 người, mật độ dân số 4.370 người/km².
Theo Nghị quyết số 1666/NQ-UBTVQH15 ra tháng 6 năm 2025, sáp nhập tỉnh Thái Bình vào tỉnh Hưng Yên, giải hai thể đơn vị hành chính là huyện Vũ Thư và Thành phố Thái Bình.
Thành lập phường Vũ Phúc thuộc tỉnh Hưng Yên trên cơ sở hợp nhất diện tích tự nhiên và dân số của 3 xã của huyện Vũ Thư là Nguyên Xá, Song An, Trung An và hai địa phương thuộc Thành phố Thái Bình là xã Vũ Phúc và phường Phú Khánh.